# クリスティアン・アウグスト・ポーレンツ
クリスティアン・アウグスト・ポーレンツ（Christian August Pohlenz 1790年7月3日 - 1847年3月10日）は、ドイツの作曲家、指揮者、歌唱指導者。1827年から1835年までライプツィヒ・ゲヴァントハウス管弦楽団のカペルマイスターを務めた。

## 生涯
ポーレンツはザルガストに生まれた。1814年にライプツィヒ大学で法学を学び始めるものの、まもなく完全に音楽に身を投じることになる。1817年にライプツィヒのポーリナー教会（ドイツ語版）のオルガニストに任用され、1821年には同市の聖トーマス教会のオルガニストとなった。1820年、彼はライプツィヒのフリーメイソンロッジであるApolloのメンバーとなっている。
ヨハン・フィリップ・クリスティアン・シュルツの後任として、ポーレンツは1827年にライプツィヒ・ゲヴァントハウス管弦楽団のカペルマイスターに就任した。楽団の支配人がポーレンツの働きに不満を感じていたと思われ、彼は1835年4月16日に解雇されてしまう。この職はフェリックス・メンデルスゾーンが引き継いだ。
ポーレンツはライプツィヒに没した。メンデルスゾーンはポーレンツの栄誉を称え、ポーレンツ追悼演奏会で指揮を行った。
ポーレンツは歌唱指導者として特に記憶されている。主要な門弟にはリーフィア・ゲルハルトがいる。